# Sergei Semjonowitsch Aljoschin
Sergei Semjonowitsch Aljoschin (russisch Сергей Семёнович Алёшин; * 22. Septemberjul. / 4. Oktober 1886greg. im Gouvernement Kaluga; † 14. Februar 1963) war ein russisch-sowjetischer Bildhauer.

## Leben

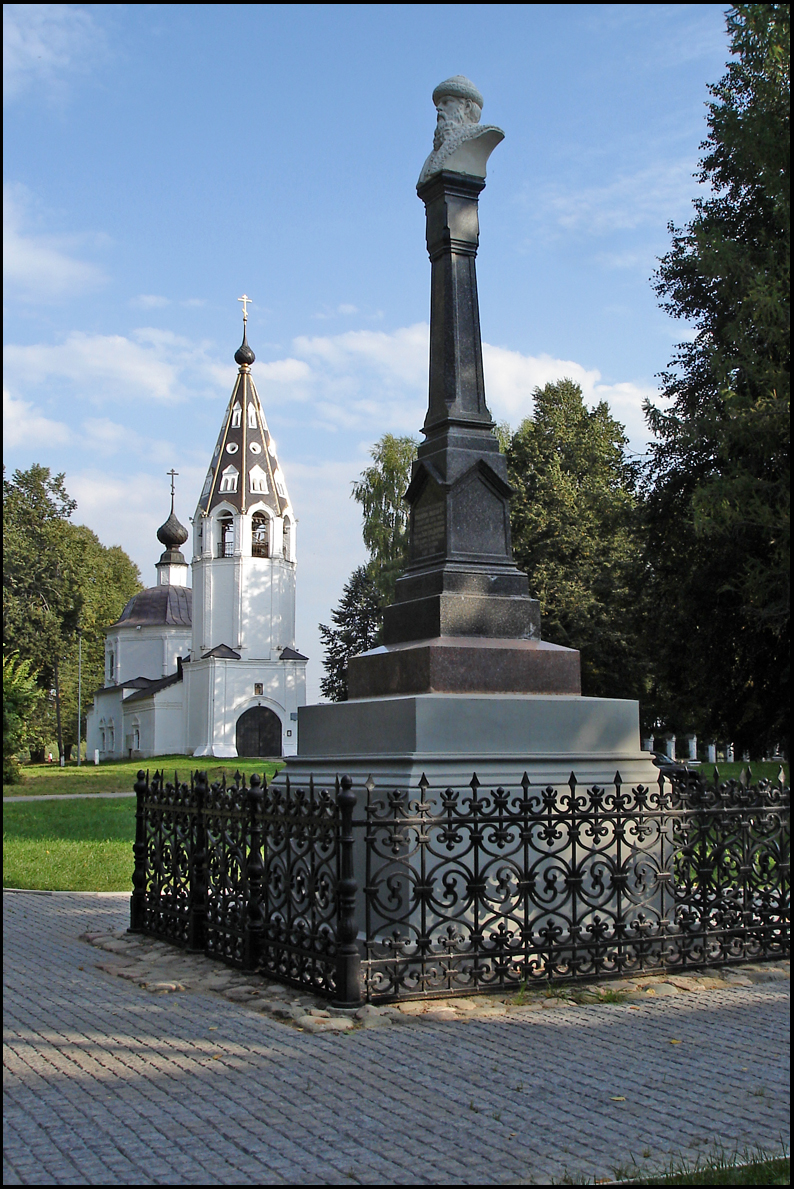
Wassili-I.-Denkmal vor der Uspenski-Kirche, Pljos

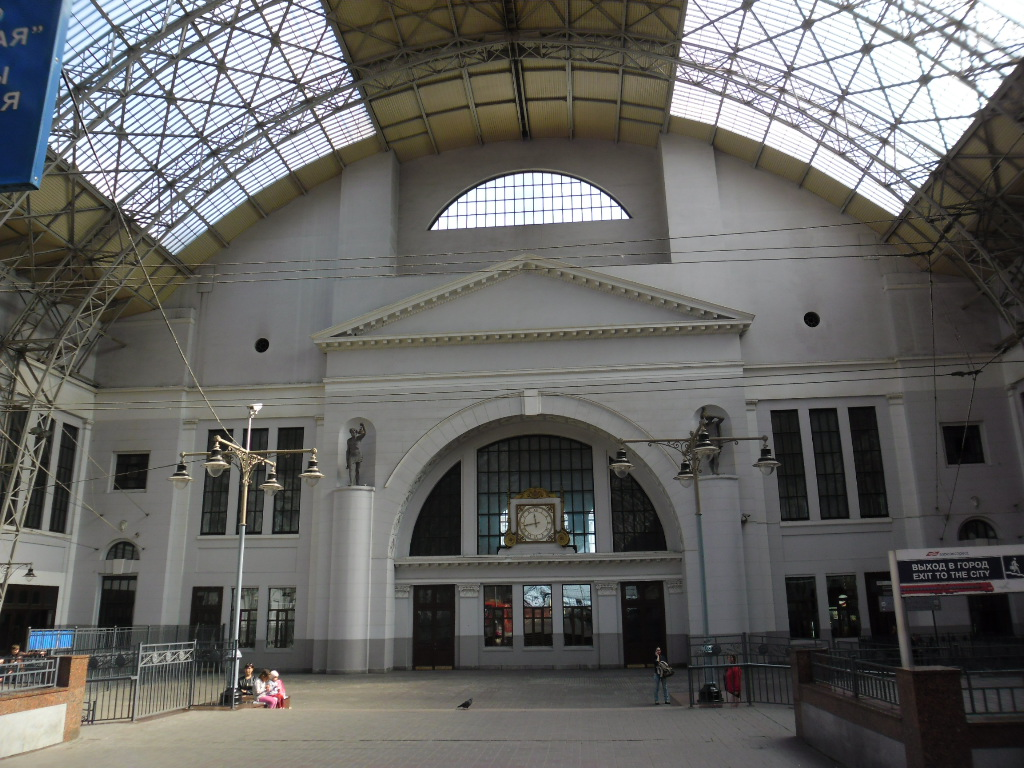
Kiewer Bahnhof, Moskau

Aljoschin stammte aus einer Bauernfamilie. Er studierte in Moskau an der Kaiserlichen Zentralen Stroganow-Kunst-Gewerbe-Schule bei Nikolai Andrejew. 1910 schuf Aljoschin das erste Denkmal für Fürst Wassili I. in Pljos zum 500-jährigen Jubiläum der Stadt. 1911 schloss Aljoschin sein Studium ab.
1913 lebte Aljoschin in Paris und arbeitete bei Antoine Bourdelle, von dem er das Interesse an Metopen-Reliefs und Archaik übernahm. Zwischen 1913 und 1915 fertigte er in Moskau die Skulpturen für den Kiewer Bahnhof an.
Aljoschin nahm an der Oktoberrevolution teil und wirkte bei der Realisierung des Plans der Monumental-Propaganda Lenins mit. Er schuf das provisorische Denkmal Stepan Chalturins. Mit den Bildhauern Sergei Kolzow und Hakob Gjurdschjan und den Architekten-Brüdern Wesnin erstellte Aljoschin 1919 das Projekt für ein Karl-Marx-Denkmal in Moskau. Bei der Grundsteinlegung war Lenin anwesend, aber das Projekt wurde nicht realisiert. Aljoschin war ein bedeutendes Mitglied der 1922 gegründeten Assoziation der Künstler des Revolutionären Russlands. Er lehrte an Moskauer Bildungseinrichtungen.
Aljoschin schuf ein Porträt Michail Frunses (1927), ein Relief für den Klub Profintern in Swerdlowsk (1930), die Skulpturengruppe Gruß dem Komsomol (1933) und die Gruppe Das erste Roheisen Magnitogorsks (1937).
Aljoschin starb am 14. Februar 1963 und wurde auf dem Wagankowoer Friedhof begraben.

## Ehrungen, Preise
- Leninorden